# Ksar

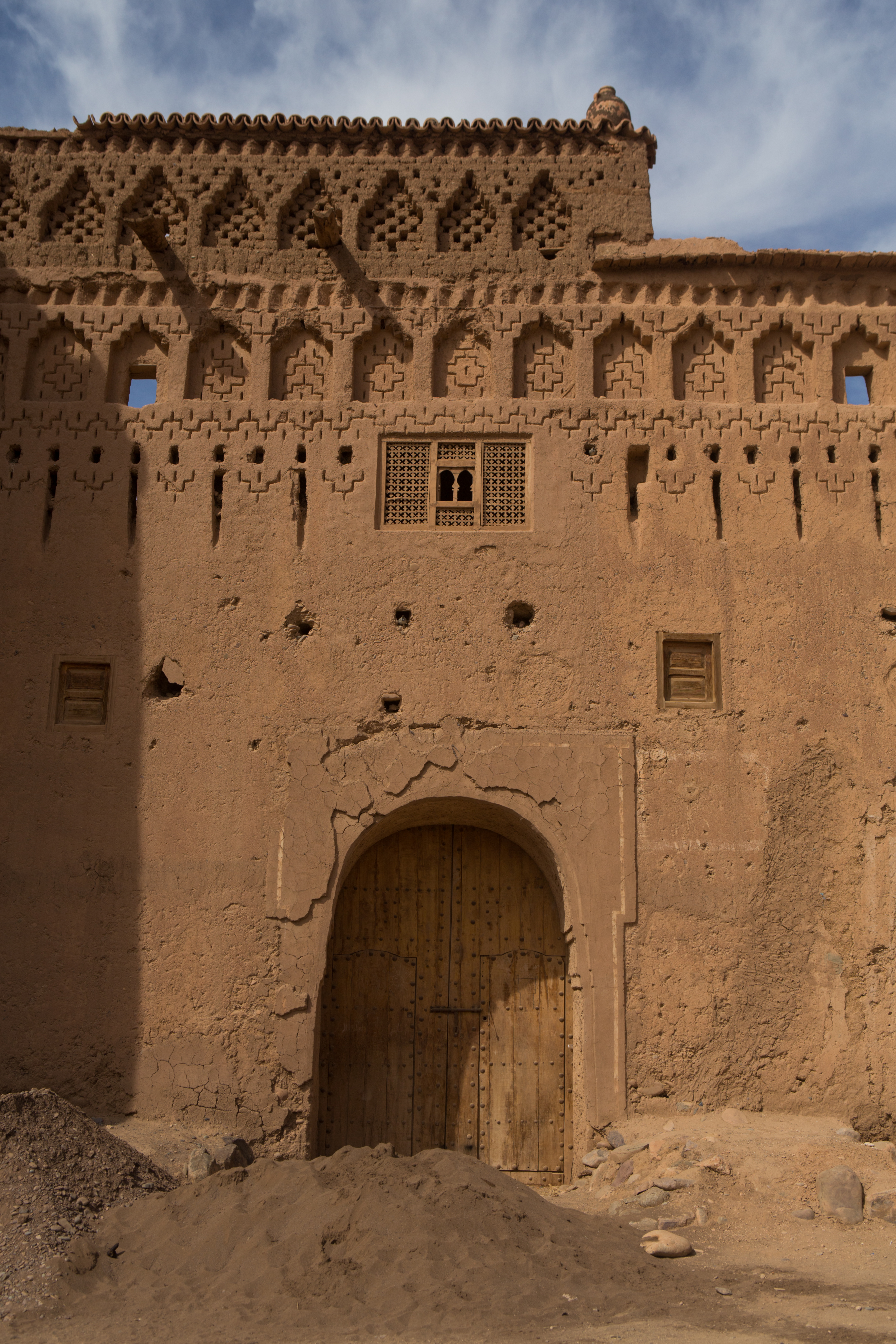
Ksar Tamnougalt provincie Zagora, Marokko

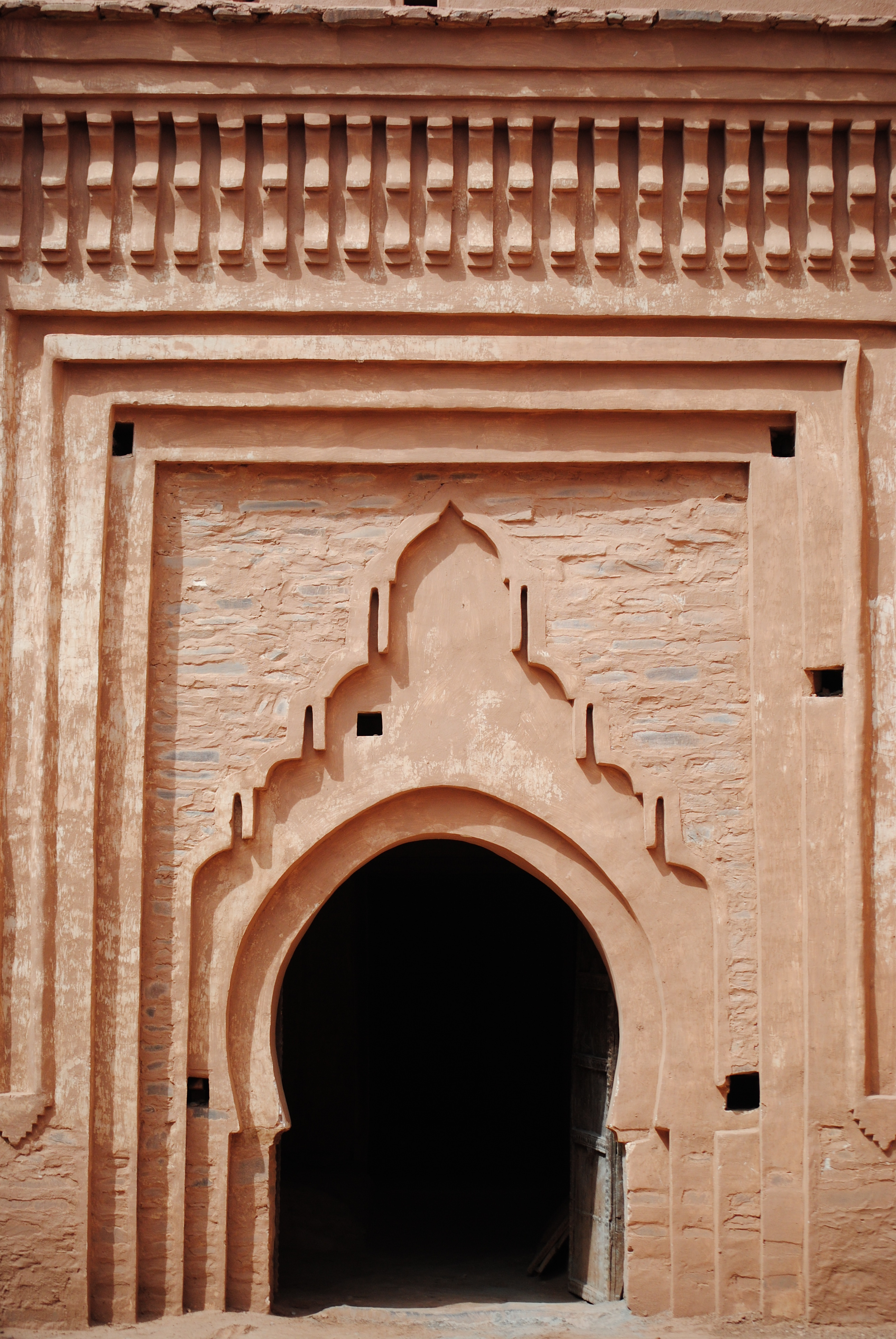
Ksar Tamnougalt, Zagora, Marokko

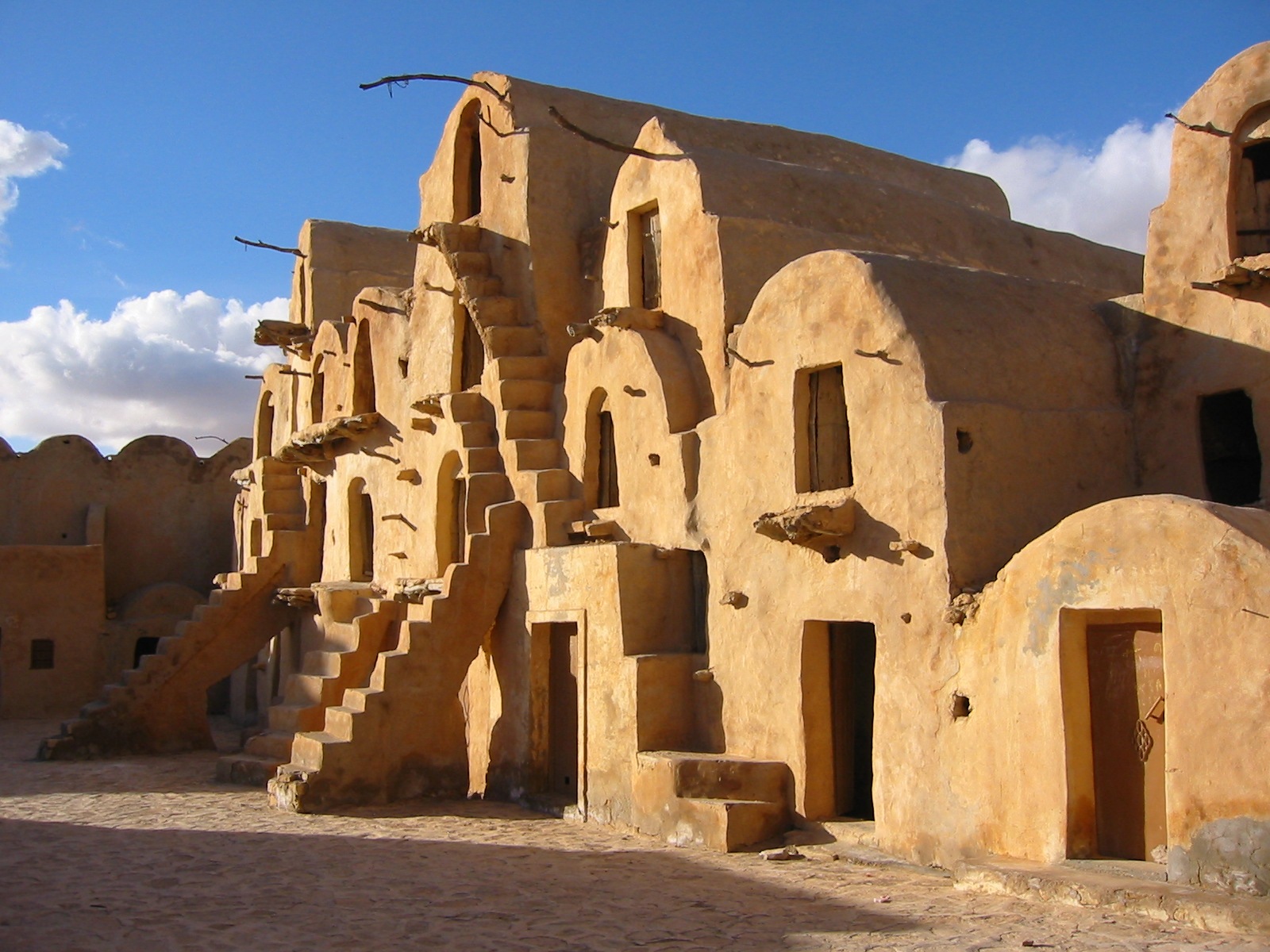
de Ksar Ouled Soltane in Tunesië

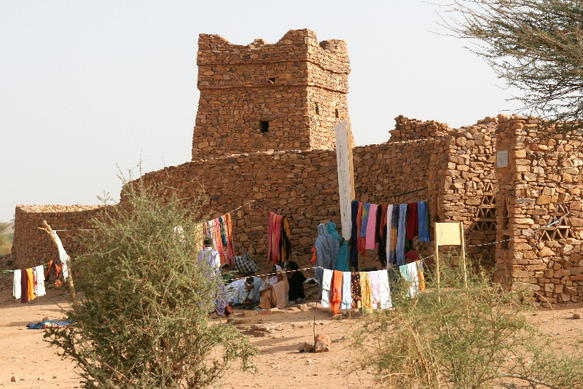
de oude toren van Ouadane, Mauritanië

Een ksar (Arabisch: قصر) of ighrem (Berbers: ⵉⴳⵔⵎ) met respectievelijke meervouden ksour en igherman is een versterkt dorp in Berberse architectuur typisch voor de woestijnen van Noord-Afrika. De koude gebieden van Noord-Afrika hebben een andere Berberse stijl. 
Het kan ook slaan op elke vorm van vestingstad, vesting, fort of kasteel.
Zo'n versterkt dorp is veelal gebouwd op een specifieke locatie, op een heuvel, op een klif, boven een rotswand, of boven op een oase. In de ksar zijn graanschuren en huizen. Bouwen aan de uitlopers van een oase bood water binnen de versteviging, wat hielp tegen aanvallen van tribale nomaden.
Een ksar heeft cellen, ghorfas genaamd (het Arabisch woord voor kamers) die worden gebruikt om voedsel op te slaan als voorbereiding op achtereenvolgende jaren van droogte. Het woord ksar is uiteindelijk terug te brengen tot het Latijnse castrum (sterk of bolwerk).

Het fenomeen verkreeg wereldwijde aandacht door de erkenning in 1996 tijdens de 20e sessie van de Commissie voor het Werelderfgoed van de "Oude Ksour van Ouadane, Chinguetti, Tichitt en Oualata" in Mauritanië als cultureel werelderfgoed en de toevoeging van deze op de UNESCO werelderfgoedlijst maar was ook al aan bod gekomen tijdens de 11e sessie van de Commissie voor het Werelderfgoed in 1987 bij de erkenning van de "Kasba's van Ait-Ben-Haddou" in Marokko. In de Berberse cultuur zelf wordt het fenomeen onder meer geëerd met het jaarlijkse volksfeest Festival international des Ksour sahariens in het Tunesische Tataouine.

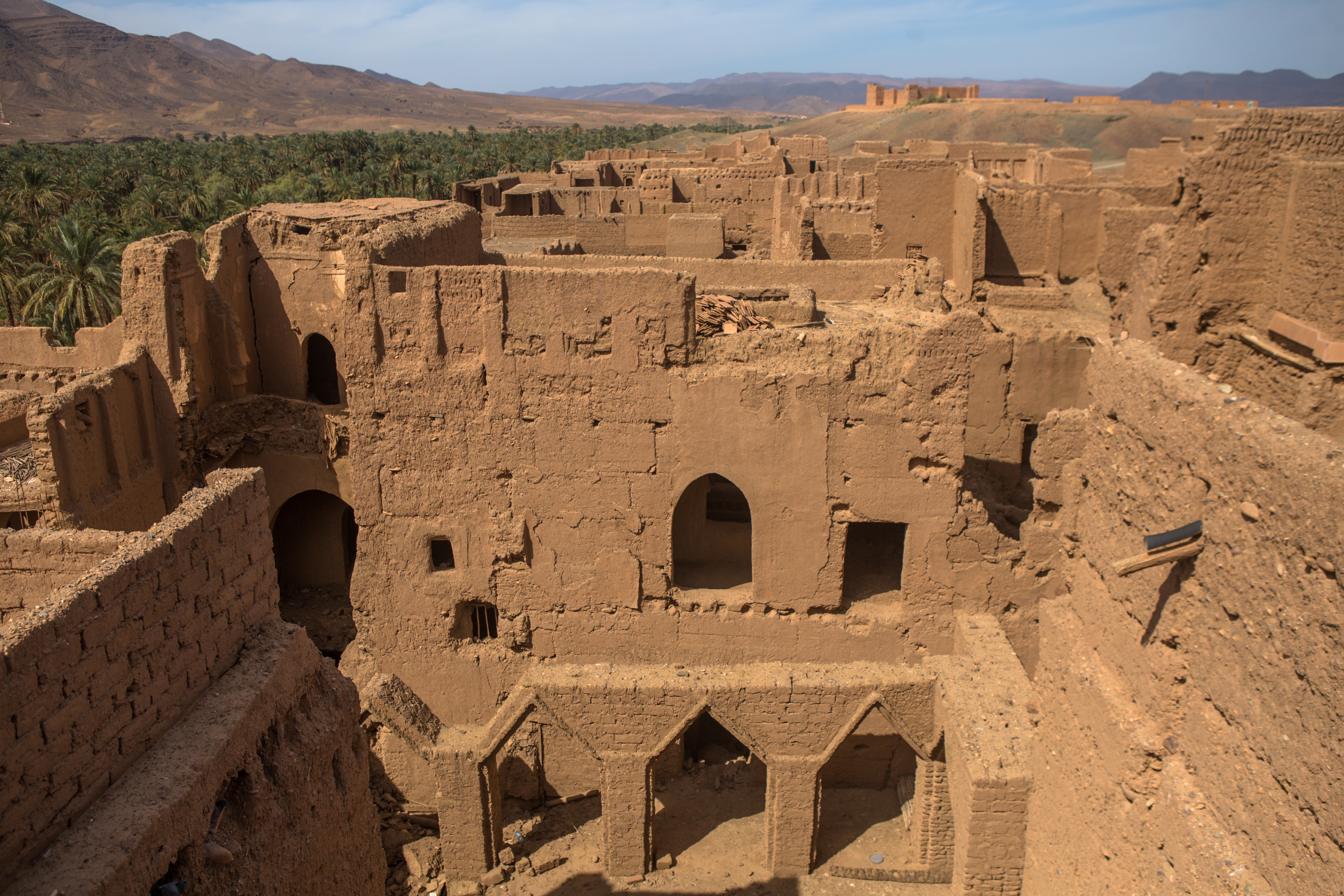
Ksar Tamnougalt Zagora, Marokko
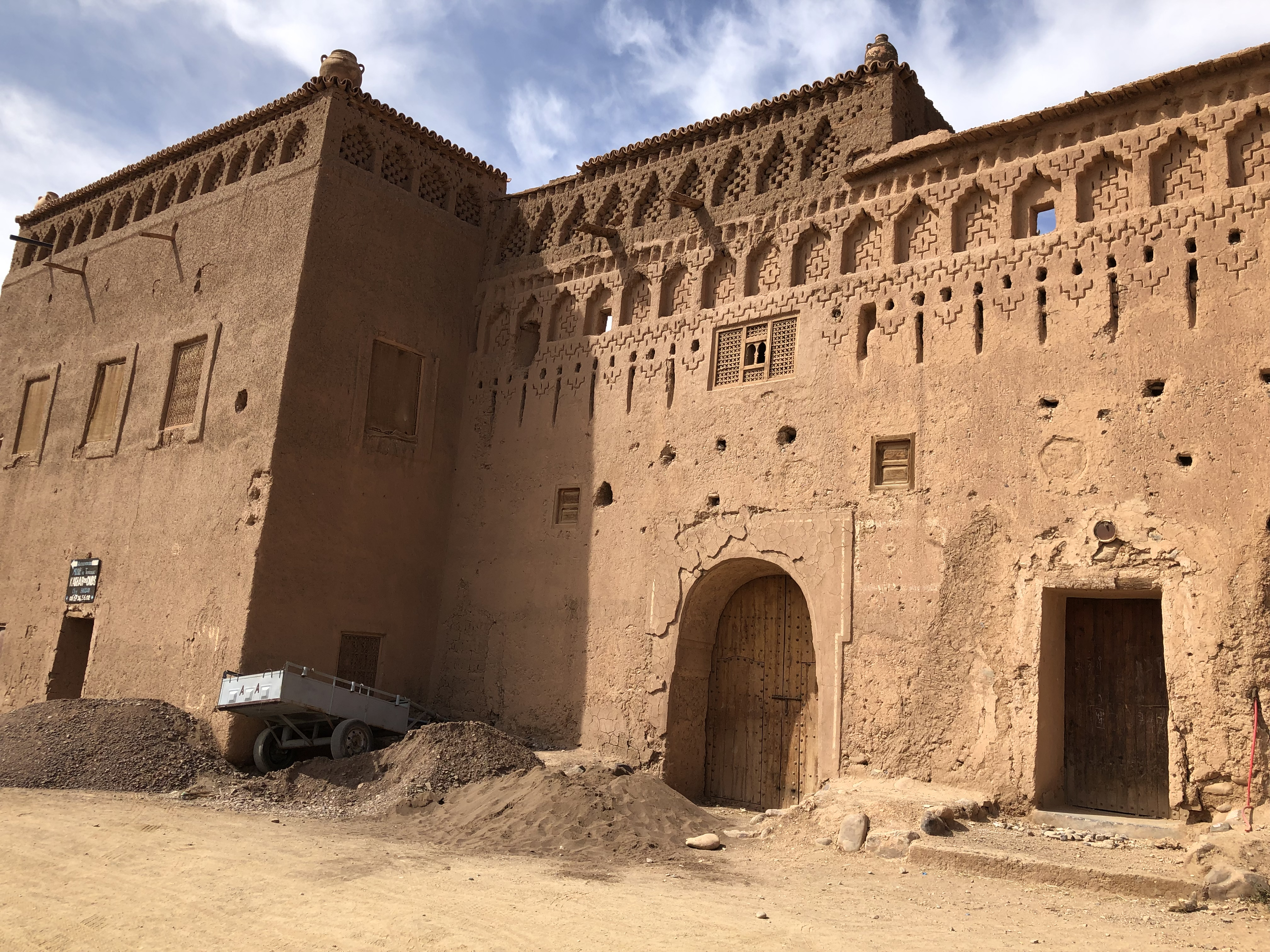
Ksar Tamnougalt, Zagora, Marokko
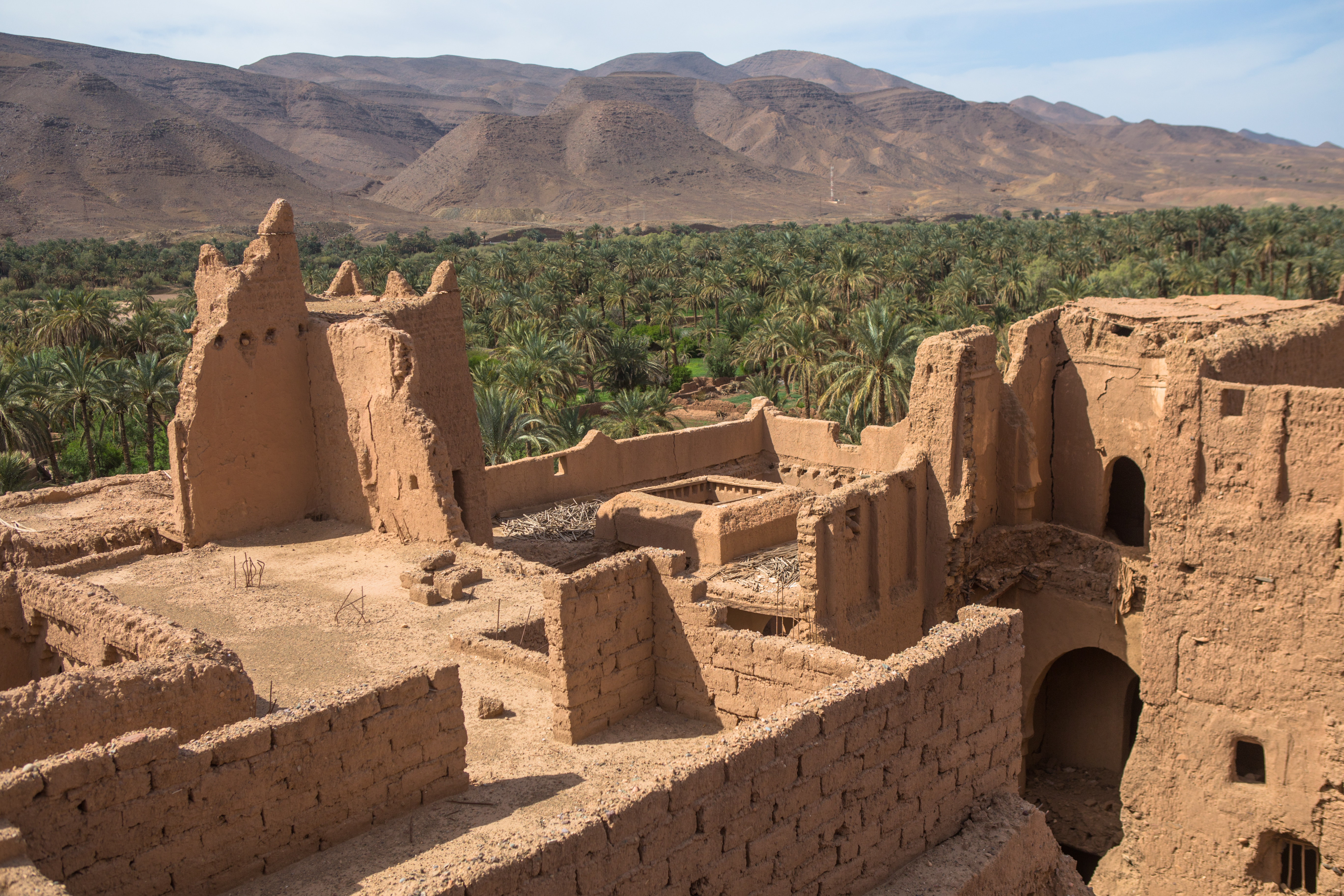
Ksar Tamnougalt Zagora, Marokko
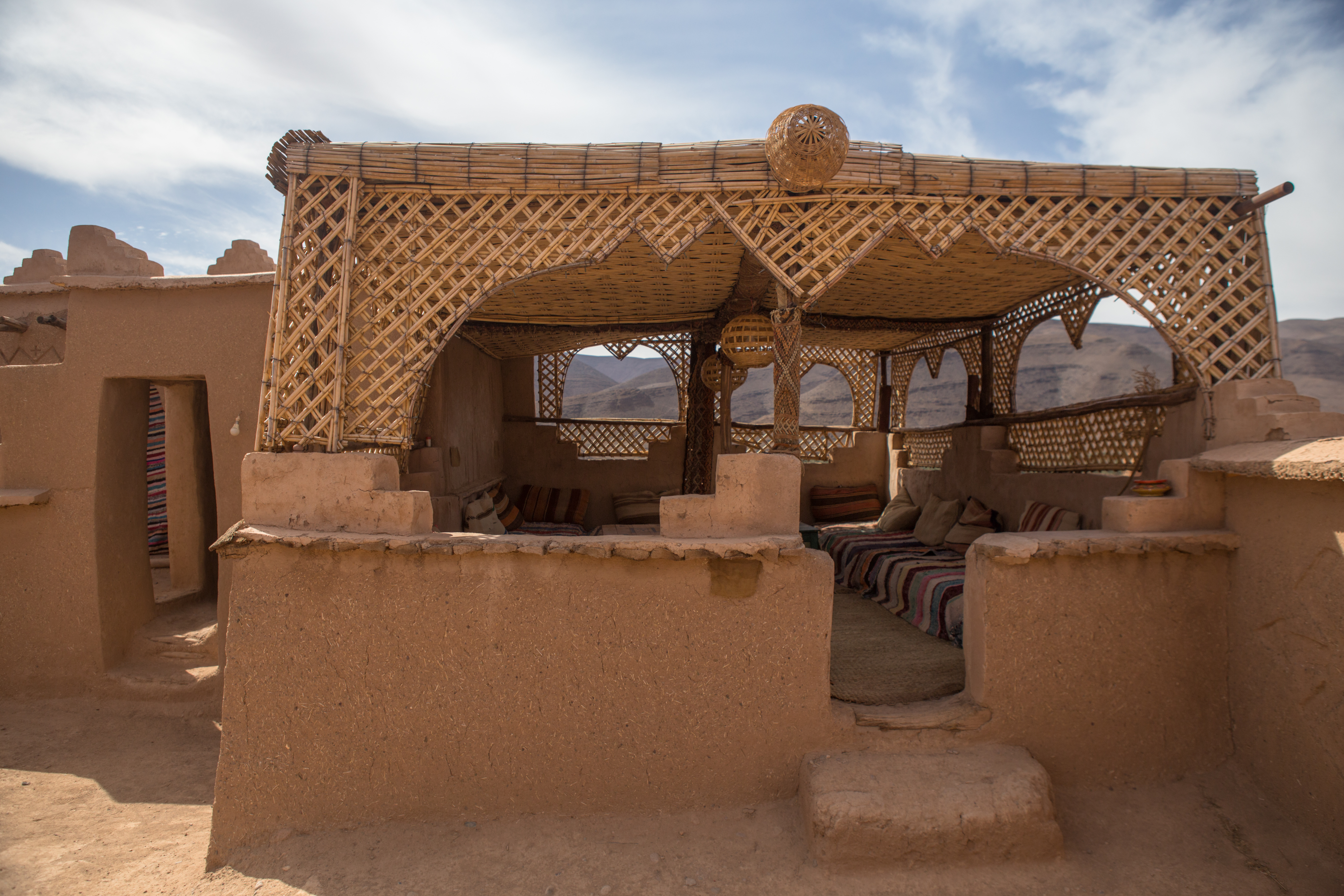
Ksar Tamnougalt, Zagora, Marokko
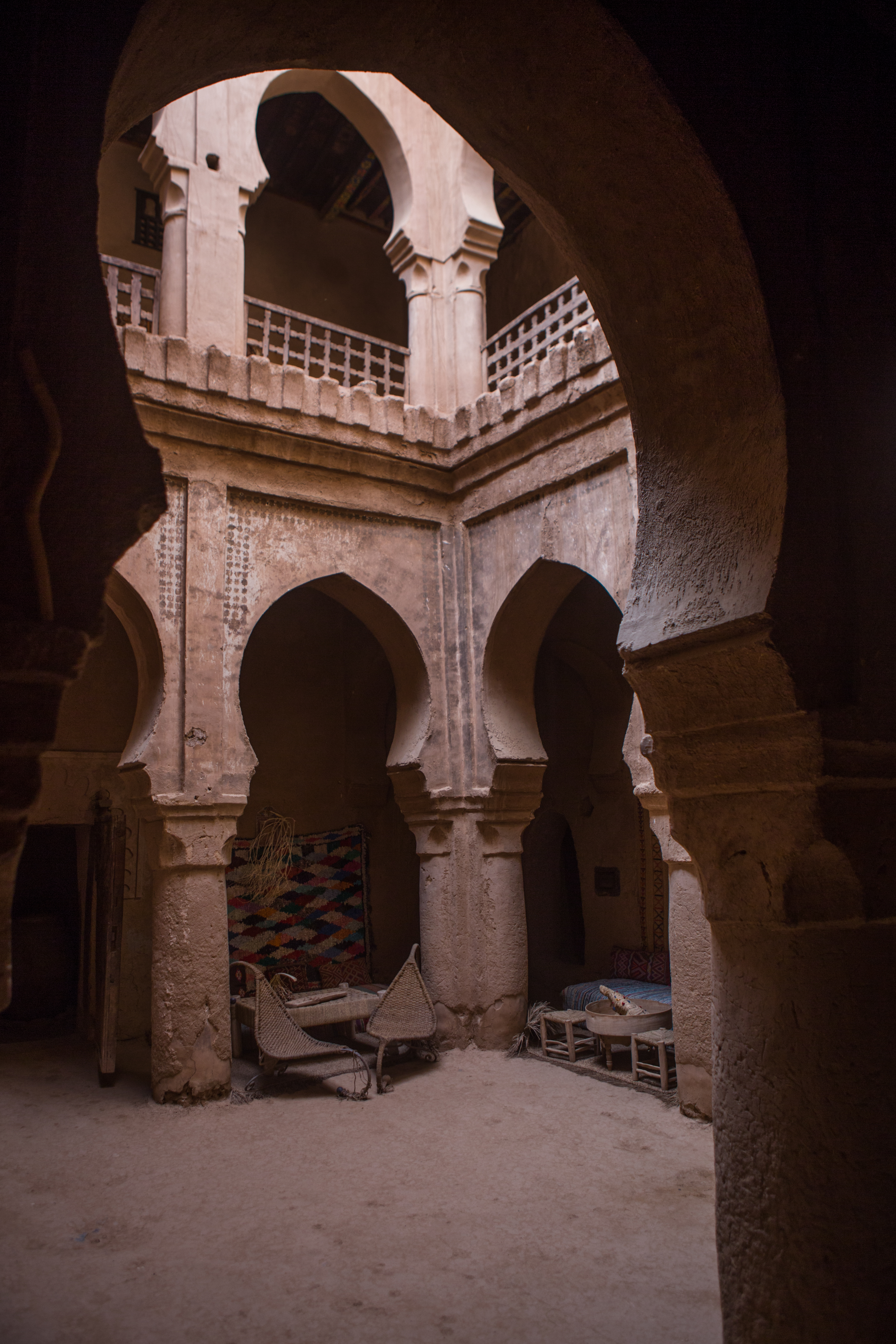
Ksar Tamnougalt,  Zagora, Marokko
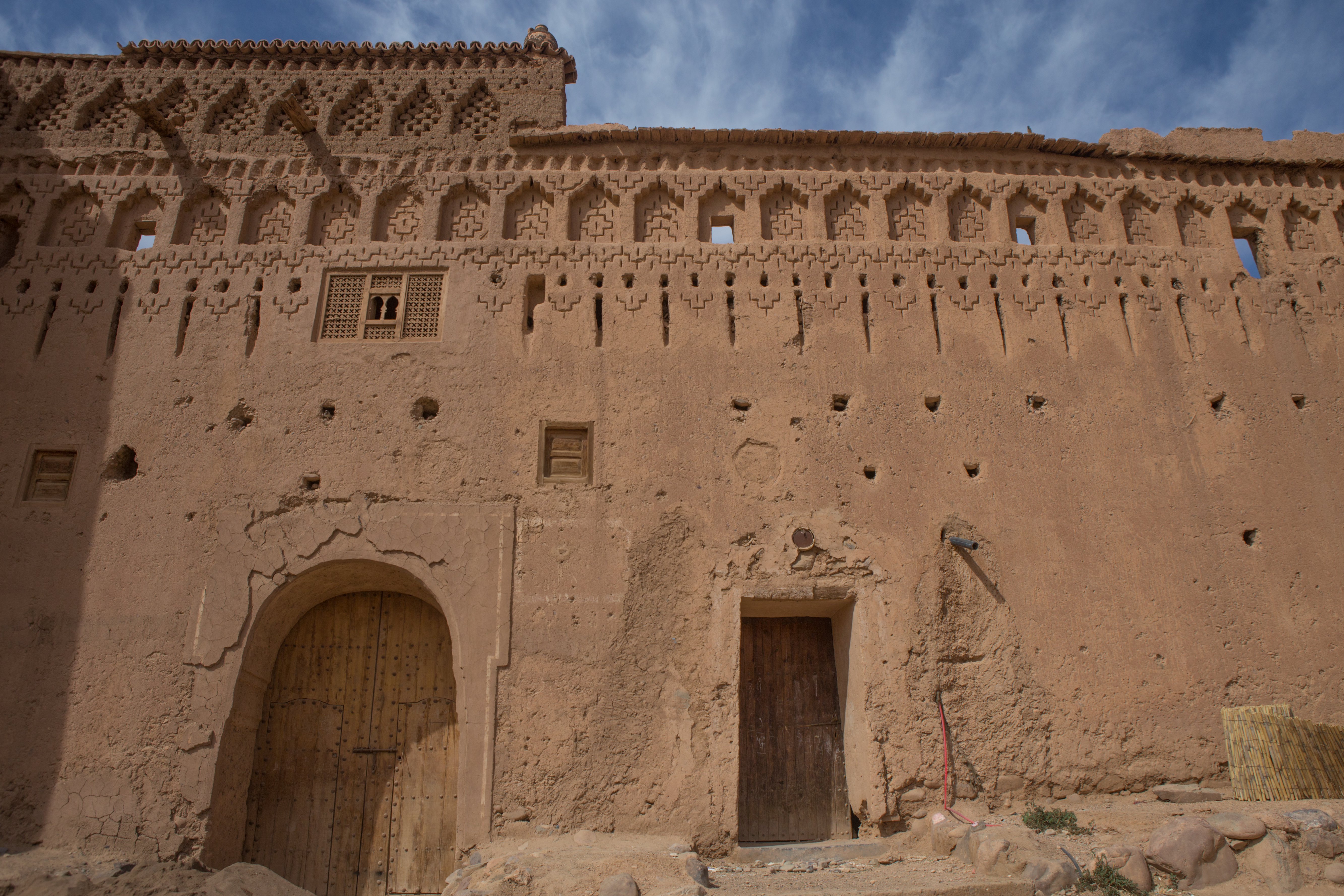
Ksar Tamnougalt, Zagora, Marokko
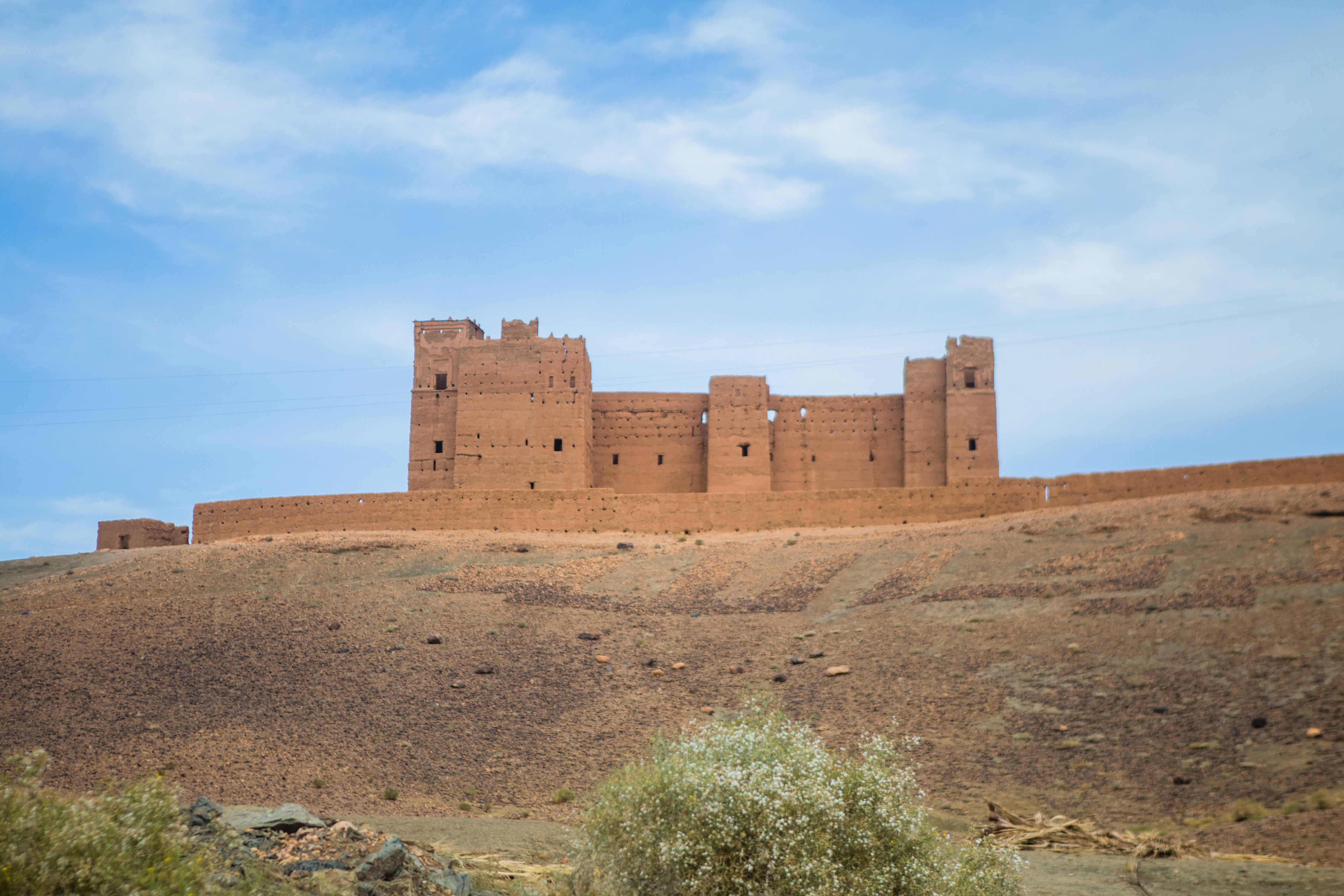
Ksar Tamnougalt, Zagora, Marokko
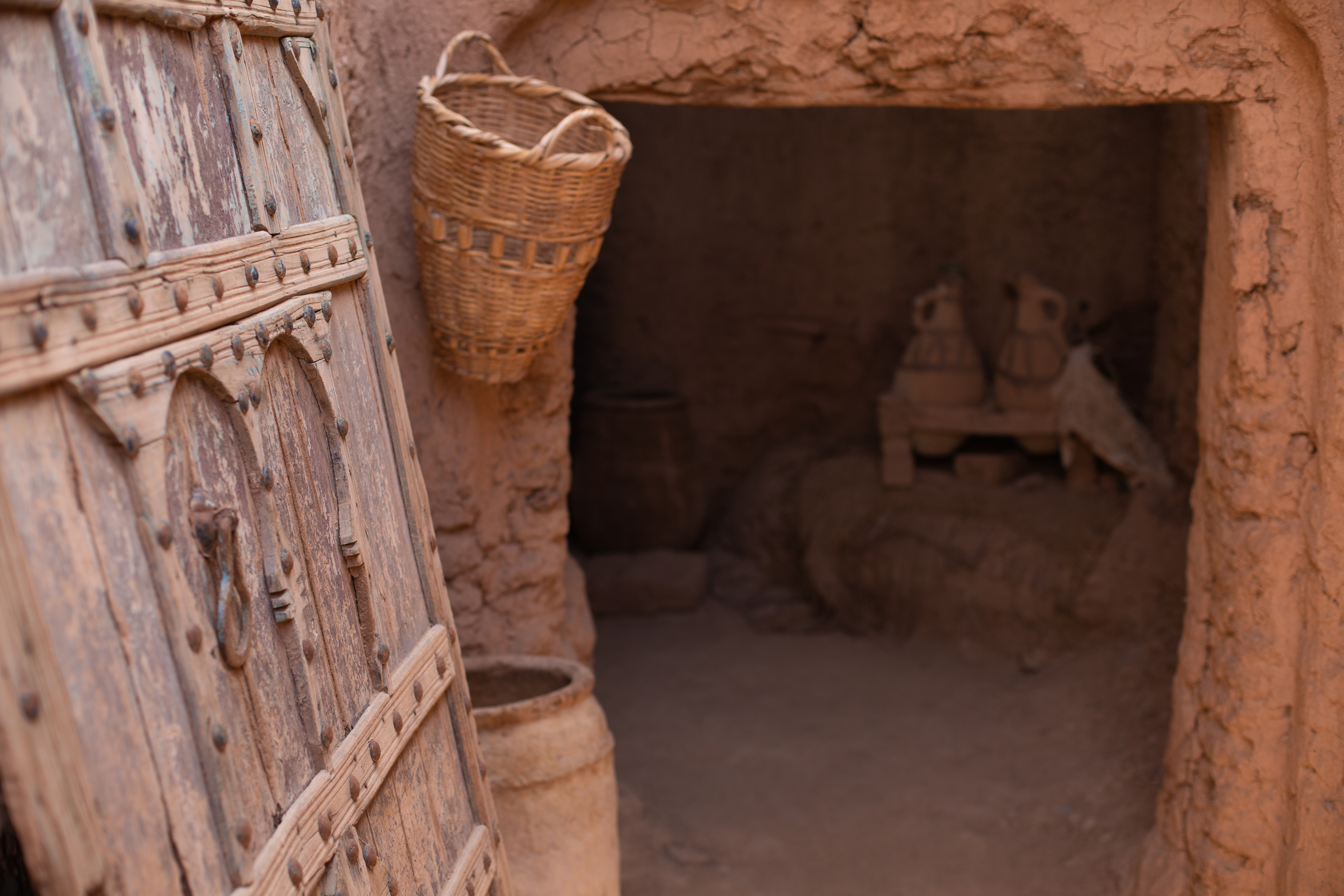
Ksar Tamnougalt, Zagora, Morokko
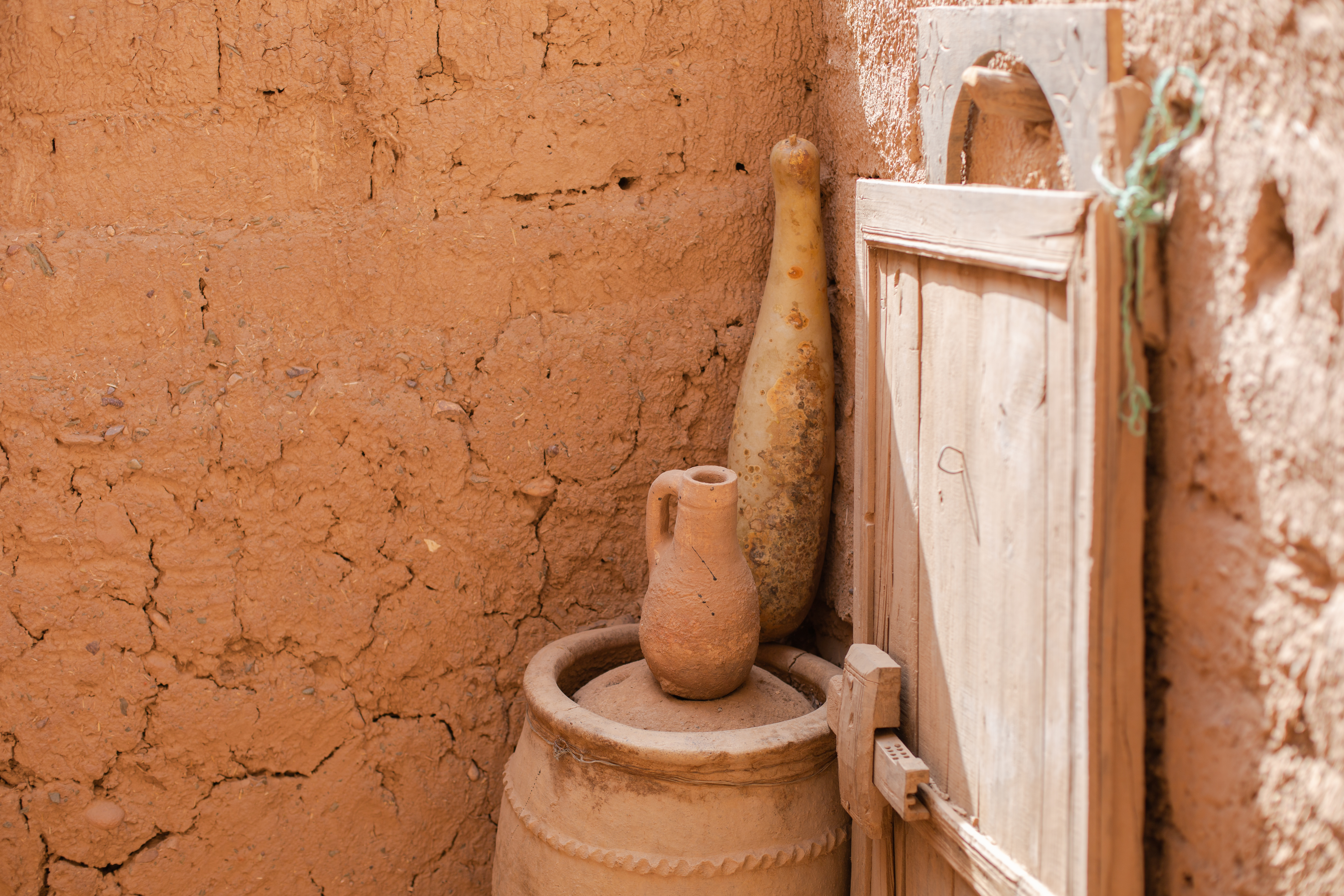
Ksar Tamnougalt, Zagora, Marokko